# Nordżingijn Bajarmagnaj
Nordżingijn Bajarmagnaj (ur. 4 czerwca 1975) – mongolski zapaśnik w stylu wolnym. Dwukrotny uczestnik mistrzostw świata, dziesiąty w 2002. Brązowy medal na igrzyskach azjatyckich w 2002, siódmy w 1998. Złoty medalista mistrzostw Azji w 2001 i brąz w 2003 roku.